# 주파수 편이 변조
주파수 편이 변조(Frequency-shift keying, FSK)란 진폭은 일정하나 여러 이산적인 주파수들에 의해 반송파를 편이 변조하는 방식으로 기저대역 상의 원신호에 따라 반송파의 순간 주차수가 이산적으로 변화된다.
주파수 편이 변조의 경우, 정보통신기기에서 자주 쓰이고 라디오존데, VLF 대역과 ELF 대역의 저주파 무선 전송에 주로 사용된다.

## FSK 변조 과정
FSK의 변조 방식은 위상 연속성에 따라 위상 비동기 FSK와 위상 동기 FSK로 구분되고, 사용 주파수 수에 따라 2진 FSK와 M진 FSK로 구분한다.

### 위상 비동기 FSK 변조(NCP-FSK)
위상 비동기 변조의 경우 여러 발진기에 의해 서로 다른 주파수를 스위칭하여 발생시킨다. 이에 따라 고주파 성분이 더 많이 나타나고 그만큼 주파수의 대역폭이 넓어지면서 서로 다른 주파수간 심볼파형에 불연속적인 위상변화가 나타날 수 있다. 특히 위상은 심볼이 바뀌는 시점에 위상이 급격하게 변하며 진폭 편이 변조와 비교하였을 때 서로 다른 주파수를 갖는 2개의 ASK를 합친 것과 같다.

### 위상 동기 FSK 변조(CPFSK)
위상 동기 변조의 경우 위상이 연속적이고 급격하게 변화하지 않는 디지털 입력 정보신호기를 이용하여 발생시켜 출력 주파수를 이로부터 생성해 낸다. 이로 인해 심볼이 바뀌는 시점에도 위상이 부드럽게 이어지게 되고 대역폭의 효율화가 가능하다. 아날로그 FM과 비교하였을 때 아날로그 광대역 FM 변조처럼 잡음 감소 효과를 기대할 수 없으나 대역폭 효율에서만 기대가 가능하다.
이론적으로, 원신호가 m(t)일 경우 위상 동기 FSK 변조 신호는
{\displaystyle s(t)=A_{c}\cos \left(2\pi f_{c}t+D_{f}\int _{-\infty }^{t}m(\alpha )d\alpha \right)\,}
으로, 여기서 Ac는 캐리어 신호의 위상, fc는 캐리어 주파수, Df는 원신호의 주파수 편이를 좌우하는 변수이다. 만약 원신호와 캐리어 신호가 서로 연계성이 있는 경우, 적분 범위는 0에서부터 t까지 정의 된다.

### 2진 FSK 변조(BFSK)
가장 간단한 FSK는 이진 FSK(BFSK)으로 이진수 정보(0과 1로 구성)를 전송하기 위해 한 쌍의 이산 주파수를 사용하며 OOK로도 나타낼 수 있다. BFSK에서 "1"은 mark 주파수, 그리고 "0"은 space 주파수라 불린다.

### M진 FSK 변조
MFSK와 같은 M-ary 신호 시스템에서는 일반적으로 2의 거듭제곱 형태인 M개의 톤을 사용하며 이때 전송되는 각 톤은 log2M 데이터 비트를 나타낸다. MFSK 수신기의 각 M톤 감지 필터는 해당 톤에만 반응하기 때문에 M-ary 직교 신호 방식으로 분류되며 이러한 독립성은 직교성을 제공한다.

## 응용 FSK 방식

### 최소 편이 변조
최소 주파수 편이 변조(Minimum frequency-shift keying) 또는 최소 편이 변조(Minimum-shift keying, MSK)는 FSK중 스펙트럼적으로 특별히 효율적인 형태이다. MSK에서 높은 주파수와 낮은 주파수 간의 차이는 비트레이트(bit rate)의 절반과 동일하다. 따라서 0과 1비트를 나타내는 파형 간의 차이는 반송 주기의 절반과 정확히 일치한다. 최대 주파수 편차는 δ = 0.25 fm이며, fm이 최대 변조 주파수이다. 그 결과 변조 지수 m는 0.5이다. 이것은 가장 작은 FSK 변조 지수이며, 0과 1에 대한한 파형을 직교로 만들기 위해 선택할 수 있다. GMSK라고 불리는 MSK의 한 변형은 GSM 휴대폰 표준에 사용된다.

### 오디오 FSK
오디오 주파수 편이 변조(Audio frequency-shift keying, AFSK)란 디지털 데이터가 오디오 톤 주파수(피치)의 변화로 표현되는 변조 기술이다. 이 기술은 라디오 또는 전화를 통해 전송되기 적합한 인코딩 신호를 생성한다. 일반적으로 전송된 오디오는 두 톤을 반복적으로 오간다. "mark"는 이진수에서 1을 나타내며, "space"는 이진수에서 0을 나타낸다.
AFSK는 기저 대역 주파수에서 변조를 만든다는 점에서 일반 주파수 편이 변조와 다르다. 라디오 응용 프로그램에서 AFSK 변조 신호는 (AM이나 FM같은 기존 기술을 사용하는) RF 반송파를 변조하기 위해 사용된다.
AFSK가 항상 고속 데이터 커뮤니케이션을 위해 사용되지는 않는다. 이는 AFSK가 전력이나 대역폭 측면에서 다른 변조 모드들보다 효율성이 훨씬 떨어지기 때문이다. 그러나 AFSK는 간결할 뿐 아니라, 음악이나 발화를 전송하기 위해 고안된 대부분의 장비가 포함하는 AC 결합 링크를 통과하는 인코딩된 신호를 만든다는 점에서도 장점을 가진다.
AFSK는 미국에서 긴급 경보 체계에 사용된다. 이는 긴급 상황의 유형, 영향을 받는 지역, 문제가 발생한 시간을 실제 경계 내용을 들려주지 않으면서 알린다.

## 응용 프로그램
1910년에 Reginald Fessenden는 두 가지 톤을 이용해 모스 코드를 전송하는 방식을 발명했다. 점과 대시의 길이는 동일했지만 톤은 서로 달랐다. 이는 전송 시간을 최소화하기 위함이었다.
일부 초기의 CW 전송기들은 편리하게 온-오프 변조될 수 없는 아크 컨버터를 사용하였다. 아크를 켜고 끄는 대신에 키(key)는 전송 주파수를 보상파 방식(compensation-wave method) 기술 안에서 조금씩 변화시켰다. 보상파는 수신기에서 사용되지 않았다. 또한 이 방법은 많은 대역을 소모하고 간섭을 유발했으므로 1921년 이후 사용되지 않았다.
대부분의 초기 전화선 모뎀은 대략 최대 1200비트/초의 속도에서 데이터를 송수신하기 위해 AFSK를 사용했다. 벨 103과 벨 202 모뎀은 이 기술을 사용했다. 심지어 오늘날까지도 북미 발신자 ID는 벨 202 표준 형태에서 1200 보(baud) AFSK를 사용한다. 일부 초기 마이크로컴퓨터는 오디오 카세트에 데이터를 저장하기 위해 AFSK 변조의 특정한 형태인 캔자스시 표준을 사용했다. AFSK는 아마추어 라디오에서 여전히 널리 사용되는데, 이는 AFSK가 개조되지 않은 음성 대역 장비를 통한 데이터 전송을 허용하기 때문이다. 라디오 제어 기어는 FSK를 사용하지만, FM이나 PPM이라고 부른다.
또한 AFSK는 미국에서 경고 정보를 전송하기 위한 긴급 경보 체계에도 사용된다. 이는 미국 해양대기청(National Oceanic and Atmospheric Administration, NOAA)의 Weatheradio에 사용되는 Weathercopy보다 높은 비트레이트에서 사용된다.
캐나다 오타와에 위치한 CHU 단파 라디오 기지국은 AFSK 변조를 사용해 인코딩 된 전용 디지털 신호를 방송한다.
FSK는 흔히 발신자 ID와 원격 미터링 응용 프로그램에서 사용된다: 더 자세한 정보는 발신자 ID와 원격 미터링에서 사용되는 FSK 표준을 참조

## 같이 보기
- 진폭 편이 방식 (Amplitude-shift keying, ASK)
- 연속 위상 주파수 편이 변조 (Continuous-phase frequency-shift keying, CPFSK)
- 듀얼톤 다중 주파수 (Dual-tone multi-frequency, DTMF), 데이터를 오디오 주파수 짝으로 나타내는 인코딩 기술
- 주파수 변화 신호 (Frequency-change signaling)
- 다중 주파수 편이 변조 (Multiple frequency-shift keying, MFSK)
- 직교 주파수 분할 다중 (Orthogonal frequency division multiplexing, OFDM)
- 위상 편이 변조 (Phase-shift keying, PSK)
- 연방 기준 1037C (Federal Standard 1037C)
- MIL-STD-188

## 참고 문헌
1. ↑  Kennedy, G.; Davis, B. (1992). 《Electronic Communication Systems》 4판. McGraw-Hill International. ISBN 0-07-112672-4., p 509
2. ↑  FSK: Signals and Demodulation (B. Watson) http://www.xn--sten-cpa.se/share/text/tektext/digital-modulation/FSK_signals_demod.pdf 보관됨 2012-09-07 - 웨이백 머신